# Det närmar sig målet, jag sjunger med fröjd
Det närmar sig målet, jag sjunger med fröjd är en sång med text från 1884 av Hanna Andersson "efter Philip Paul Bliss". Musiken är gjord 1874 av James McGranahan

## Publicerad i
- Musik till Frälsningsarméns sångbok 1907 som nr 183.
- Frälsningsarméns sångbok 1929 som nr 453 under rubriken "De yttersta tingen och himmelen".
- Frälsningsarméns sångbok 1968 som nr 264 under rubriken "Det Kristna Livet - Jubel och tacksägelse".
- Frälsningsarméns sångbok 1990 som nr 678 under rubriken "Framtiden och hoppet".